# BASIC Computer Games
BASIC Computer Games este o compilație de jocuri de calculator create în limbajul de programare BASIC, colectate de David H. Ahl⁠(d). Unele dintre jocuri au fost scrise sau modificate și de Ahl. Printre jocurile sale mai cunoscute se numără Hamurabi și Super Star Trek.
Publicată inițial în 1973 sub numele de 101 BASIC Computer Games, cartea a fost atât de populară încât a mai avut două tiraje, ultima în martie 1975. Programele din aceste cărți au fost scrise în dialectul BASIC găsit pe minicalculatoarele Digital.
În 1974, Ahl a părăsit DEC. A achiziționat drepturile asupra cărții și a republicat-o sub noul nume. Odată cu lansarea primelor microcalculatoare și a Microsoft BASIC⁠(d) la scurt timp după apariția cărții, jocurile au fost portate în acest limbaj. Până la începutul anilor 1980, cu zeci de milioane de computere de acasă pe piață, a devenit prima carte de computer care s-a vândut într-un milion de exemplare.

## Istorie
În jurul anului 1971, Ahl a portat două jocuri mainframe timpurii populare din limbajul FOCAL⁠(d) al lui DEC în BASIC: Hamurabi și Lunar Lander. El a publicat versiunile BASIC în buletinul informativ educațional al lui DEC, EDU, pe care l-a editat. Popularitatea lor a fost de așa natură încât a cerut mai multe trimiteri pentru edițiile viitoare ale buletinului informativ și a adunat rapid multe, din care o parte considerabilă proveneau de la liceeni. Disponibilitatea largă a limbajului BASIC pe diverse platforme, în special seria Data General Nova și HP 2100⁠(d), a dus la un efort considerabil de portare către și de la platforma DEC.
În 1974, Ahl a părăsit DEC pentru a începe să publice revista Creative Computing. El a recâștigat drepturile de autor asupra cărții de la DEC și a republicat-o sub numele BASIC Computer Games. În această perioadă au început să apară primele microcalculatoare de amatori, în 1975, și au devenit destul de populare. Lansarea mașinilor poreclite „Trinitatea din 1977” (Apple II, Commodore PET⁠(d) și TRS-80⁠(d)) a fost urmată în curând de o mulțime de noi platforme de microcalculatoare concurente, cu limbaj BASIC, împreună cu baza de utilizatori care să le însoțească, iar cererea pentru carte a condus la o a doua ediție în 1978. Vânzările au rămas ridicate ani de zile și au dat naștere unor colecții similare ca More Basic Computer Games (1979),  Big Computer Games (1984) și Basic Computer Adventures (1984), cu traduceri în șase limbi.

## Jocuri
BASIC Computer Games conține codul jocurilor:
- AceyDucey
- Amazing
- Animal
- Awari
- Bagels
- Banner
- Basketball
- Batnum
- Battle
- Blackjack
- Bombardment
- Bombs Away
- Bounce
- Bowling
- Boxing
- Bug
- Bullfight
- Bullseye
- Bunny
- Buzzword
- Calendar
- Change
- Checkers
- Chemist
- Chief
- Chomp⁠(d)
- Civil War (1968)
- Combat
- Craps
- Cube
- Depth Charge
- Diamond
- Dice
- Digits
- Even Wins
- Flip Flop
- Football
- Fur Trader
- Golf
- Gomoko
- Guess
- Gunner
- Hamurabi (bazat pe The Sumer Game de Doug Dyment)
- Hangman
- Hello
- Hexapawn⁠(d)
- Hi-Lo
- High I-Q[5]
- Hockey
- Horserace
- Hurkle
- Kinema
- King
- Letter
- Life
- Life For Two
- Literature Quiz
- Love
- Lunar LEM Rocket
- Master Mind
- Math Dice
- Mugwump
- Name
- Nicomachus
- Nim⁠(d)
- Number
- One Check
- Orbit[6]
- Pizza
- Poetry
- Poker
- Queen
- Reverse
- Rock, Scissors, Paper
- Roulette
- Russian Roulette
- Salvo
- Sine Wave
- Slalom
- Slots
- Splat
- Stars
- Stock Market
- Super Star Trek
- Synonym
- Target
- 3-D Plot
- 3-D Tic-Tac-Toe
- Tic Tactoe
- Tower
- Train
- Trap
- 23 Matches
- War
- Weekday
- Word

## Recepție
Prima versiune, 101, a fost republicată încă odată și în cele din urmă a fost vândută în 10.000 de exemplare. Ahl a remarcat mai târziu că „erau mult mai multe cărți decât computere în jur, așa că oamenii cumpărau trei, patru, cinci dintre ele pentru fiecare computer”.
A doua versiune, BASIC, a fost republicată de mai multe ori și a fost prima carte pentru computer care s-a vândut într-un milion de exemplare. Harry McCracken a numit-o „cea mai influentă carte a erei BASIC”.

## Moștenire
Jocurile pot rula pe o mașină modernă Microsoft Windows (doar pe 32 de biți) cu interpretorul GW-BASIC⁠(d).
Jocurile pot fi, de asemenea, jucate în mediul de dezvoltare pentru copii, limbajul Microsoft Small Basic⁠(d). Computer Science for Kids a lansat o ediție de bază prescurtată în 2010 a cărții clasice de jocuri de calculator, numită Basic Computer Games: Small Basic Edition.
Un proiect a început pe GitHub în 2021 pentru a porta jocurile din aceste cărți în limbaje moderne.